# Jordanoleiopus fuscosignatipennis
Jordanoleiopus fuscosignatipennis là một loài bọ cánh cứng trong họ Cerambycidae.